# アルビくん
アルビくんは、Jリーグ・アルビレックス新潟のマスコットキャラクターである。

## 概要
アルビレックス新潟のマスコットキャラクターとして2000年に登場した。クラブエンブレムに描かれた白鳥をモチーフとし、頭に王冠を載せている。Jリーグ公式サイトでは「丸みを帯びたデザインは『やさしさ』・『かわいらしさ』を、王の象徴である冠をつけた姿は『力強さ』をも表現している」と紹介されている。
2002年に彼女のスワンちゃんと結ばれ、2007年に3つ子のアーくん、ルーちゃん、ビィくんが誕生。3つ子のキャラクターデザインは新潟県出身のデザイナー大塚朗が手掛けた。大塚は後に、バスケットボールチーム・新潟アルビレックスBBのアルードくん、野球チーム・新潟アルビレックス・ベースボール・クラブのアルファくんのデザインも担当した。